# Base canonique
En mathématiques, plus précisément en algèbre linéaire, certains espaces vectoriels possèdent une  base qualifiée de canonique ; il s'agit d'une base qui se présente de manière naturelle d'après la manière dont l'espace vectoriel est présenté. C'est ainsi que l'on parle de la base canonique de ℝn, de la base canonique de l'espace vectoriel des matrices ou de celui des polynômes. En revanche sur un espace vectoriel quelconque, la notion n'a pas de sens : il n'y a pas de choix de base privilégiée.
La propriété spécifique de ces bases canoniques est que pour tout vecteur v de l'espace, les coordonnées de v dans la base canonique sont données par les composantes mêmes (coefficients) qui constituent v.

## DansKn

### Définition
Soit K un corps commutatif et n un entier naturel.
La base canonique de Kn, également appelée base standard, est la base {\displaystyle (e_{1},...,e_{n})} où pour i compris entre 1 et n, le vecteur {\displaystyle e_{i}} est défini par :
{\displaystyle e_{i}=(\delta _{1,i},\delta _{2,i},\cdots ,\delta _{n,i})},
où {\displaystyle \delta _{ij}\,} désigne le symbole de Kronecker :
{\displaystyle \delta _{ij}={\begin{cases}1&{\text{si }}i=j\\0&{\text{si }}i\neq j.\end{cases}}}
Ici, 0 désigne le neutre de la première loi de K et 1 celui de la seconde.
Il est important de se rappeler qu'une base a autant de vecteurs que la dimension de l'espace vectoriel.

### Exemples
La base canonique du plan vectoriel ℝ2 est constituée des deux vecteurs :
{\displaystyle e_{1}=(1,0),\quad e_{2}=(0,1).}
La base canonique de l'espace ℝ3 à trois dimensions se compose des trois vecteurs :
{\displaystyle e_{1}=(1,0,0),\quad e_{2}=(0,1,0),\quad e_{3}=(0,0,1).}
Pour n entier, le produit scalaire canonique de Kn est celui pour lequel la base canonique est orthonormée. 
Lorsque le corps est le corps des réels ℝ, l'orientation canonique de ℝn est celle pour laquelle cette base est directe.

## Dans d'autres espaces vectoriels usuels

### Polynômes
Dans l'anneau des polynômes sur un corps K, vu comme espace vectoriel sur K, la base canonique est la famille des monômes {\displaystyle (X^{n})_{n\in \mathbb {N} }}.
Cette base est infinie. Comme pour toute base d'un espace vectoriel, tout vecteur (donc ici tout polynôme) s'écrit comme une combinaison linéaire faisant intervenir un nombre fini d'éléments de la base.

### Matrices
Dans l'espace des matrices à n lignes et p colonnes, la base canonique est l'ensemble des unités matricielles (en) : ce sont les matrices {\displaystyle E_{i,j}} qui présentent un 1 à l'intersection de la ie ligne avec la je colonne, et des 0 partout ailleurs.
Pour toute matrice {\displaystyle M=(a_{i,j})}, ses coordonnées dans la base canonique sont les coefficients.
{\displaystyle M=\sum _{1\leq i\leq n,\ 1\leq j\leq p}a_{i,j}E_{i,j}}
{\displaystyle {\begin{pmatrix}0&1&2\\4&3&1\\\end{pmatrix}}=0{\begin{pmatrix}1&0&0\\0&0&0\\\end{pmatrix}}+1{\begin{pmatrix}0&1&0\\0&0&0\\\end{pmatrix}}+2{\begin{pmatrix}0&0&1\\0&0&0\\\end{pmatrix}}+4{\begin{pmatrix}0&0&0\\1&0&0\\\end{pmatrix}}+3{\begin{pmatrix}0&0&0\\0&1&0\\\end{pmatrix}}+1{\begin{pmatrix}0&0&0\\0&0&1\\\end{pmatrix}}}

## Théorie des représentations
La base canonique pour les représentations irréductibles d'un groupe quantique de type ADE et pour la partie positive de cette algèbre a été introduite par George Lusztig en 1990 par deux méthodes, l'une algébrique (grâce à une action du groupe de tresses et la base de Poincaré-Birkhoff-Witt), l'autre topologique (grâce à la cohomologie d'intersection). En spécialisant le paramètre {\displaystyle q} à {\displaystyle q=1}, on obtient une base canonique pour les représentations irréductibles de l'algèbre de Lie simple associée, base qui n'était pas connue auparavant. Cette trace (mais pas la base elle-même) dans le cas des représentations irréductibles a été considérée indépendamment par Masaki Kashiwara la même année et elle est parfois appelée base cristalline. La définition de la base canonique a peu après été étendue aux algèbres de Kac-Moody par Kashiwara (par une méthode algébrique) et par Lusztig (par une méthode topologique).
Il y a un concept général sous-jacent pour toutes ces bases.
Considérons l'anneau des polynômes de Laurent à coefficients entiers {\displaystyle {\mathcal {Z}}:=\mathbb {Z} \left[v,v^{-1}\right]} et ses deux sous-anneaux {\displaystyle {\mathcal {Z}}^{\pm }:=\mathbb {Z} \left[v^{\pm 1}\right]}, ainsi que l'automorphisme {\displaystyle {\overline {?}}} défini par {\displaystyle {\overline {v}}:=v^{-1}}.
Une structure précanonique sur un {\displaystyle {\mathcal {Z}}}-module libre {\displaystyle F} est la donnée de :
- une base standard {\displaystyle (t_{i})_{i\in I}} de {\displaystyle F} ;
- un ordre partiel {\displaystyle I} dont tous les intervalles sont finis, c'est-à-dire que {\displaystyle \left]-\infty ,i\right]:=\{j\in I\mid j\leq i\}} est fini pour tout {\displaystyle i\in I} ;
- une opération de dualisation, c'est-à-dire une bijection {\displaystyle F\to F} d'ordre deux qui est semi-linéaire pour l'automorphisme {\displaystyle {\overline {?}}} – on la notera {\displaystyle {\overline {?}}} aussi.

Étant donné une structure précanonique, on peut définir le sous-{\displaystyle {\mathcal {Z}}^{\pm }}-module {\displaystyle F^{\pm }:=\sum {\mathcal {Z}}^{\pm }t_{j}} de {\displaystyle F}.
Une base canonique de la structure précanonique  est alors une base {\displaystyle (c_{i})_{i\in I}} du {\displaystyle {\mathcal {Z}}}-module {\displaystyle F} telle que :
- {\displaystyle {\overline {c_{i}}}=c_{i}} et
- {\displaystyle c_{i}\in \sum _{j\leq i}{\mathcal {Z}}^{+}t_{j}{\text{ and }}c_{i}\equiv t_{i}\mod vF^{+}}

pour tout {\displaystyle i\in I}. 
On peut montrer qu'il existe au plus une base canonique pour chaque structure précanonique. Une condition suffisante pour l'existence est que les polynômes {\displaystyle r_{ij}\in {\mathcal {Z}}} définis par {\textstyle {\overline {t_{j}}}=\sum _{i}r_{ij}t_{i}} satisfont à {\displaystyle r_{ii}=1} et {\displaystyle r_{ij}\neq 0\implies i\leq j}.
Une base canonique induit un isomorphisme de {\displaystyle \textstyle F^{+}\cap {\overline {F^{+}}}=\sum _{i}\mathbb {Z} c_{i}} sur {\displaystyle F^{+}/vF^{+}}.

### Algèbres de Hecke
Soit {\displaystyle (W,S)} un groupe de Coxeter. L'algèbre d'Iwahori-Hecke {\displaystyle H} associée possède par définition une base standard {\displaystyle (T_{w})_{w\in W}} et le groupe est partiellement ordonné par l'ordre de Bruhat, qui est à intervalles finis, et elle admet une opération de dualisation définie par {\displaystyle {\overline {T_{w}}}:=T_{w^{-1}}^{-1}}. Cela donne une structure précanonique sur {\displaystyle H} pour laquelle la condition suffisante ci-dessus est satisfaite. La base canonique correspondante de {\displaystyle H} est la base de Kazhdan-Lusztig
{\displaystyle C_{w}'=\sum _{y\leq w}P_{y,w}(v^{2})T_{w}},
où les {\displaystyle P_{y,w}} sont les polynômes de Kazhdan-Lusztig.

## Référence
1. ↑  Bourbaki, A.II.142.
2. ↑  George Lusztig, « Canonical bases arising from quantized enveloping algebras », Journal of the American Mathematical Society, vol. 3, no 2,‎ 1990, p. 447-498 (ISSN 0894-0347, DOI 10.2307/1990961 , JSTOR 1990961, MR 1035415).
3. ↑  Masaki Kashiwara, « Crystalizing the q-analogue of universal enveloping algebras », Communications in Mathematical Physics, vol. 133, no 2,‎ 1990, p. 249-260 (ISSN 0010-3616, DOI 10.1007/bf02097367, Bibcode 1990CMaPh.133..249K, MR 1090425, S2CID 121695684, lire en ligne).
4. ↑  Masaki Kashiwara, « On crystal bases of the q-analogue of universal enveloping algebras », Duke Mathematical Journal, vol. 63, no 2,‎ 1991, p. 465-516 (ISSN 0012-7094, DOI 10.1215/S0012-7094-91-06321-0, MR 1115118, lire en ligne).
5. ↑  George Lusztig, « Quivers, perverse sheaves and quantized enveloping algebras », Journal of the American Mathematical Society, vol. 4, no 2,‎ 1991, p. 365-421 (ISSN 0894-0347, DOI 10.2307/2939279 , JSTOR 2939279, MR 1088333).
6. ↑  George Lusztig, « Quivers,perverse sheaves and quantized enveloping algebras », Journal of the American Mathematical Society, vol. 4, no 2,‎ 1991, p. 365-421 (ISSN 0894-0347, DOI 10.2307/2939279 , JSTOR 2939279, MR 1088333).